# Euphyia alboscripta
Euphyia alboscripta är en fjärilsart som beskrevs av Paul Dognin 1892. Euphyia alboscripta ingår i släktet Euphyia och familjen mätare. Inga underarter finns listade i Catalogue of Life.